# Erigone arctica
Erigone arctica là một loài nhện trong họ Linyphiidae. Chúng được miêu tả năm 1852 bởi White.

## Phân loài
- Erigone arctica maritima Kulczynski, 1902
- Erigone arctica palaearctica Braendegaard, 1934
- Erigone arctica sibirica Kulczynski, 1908
- Erigone arctica soerenseni Holm, 1956.